# Raquel Cassidy
Raquel Josephine Dominic Cassidy, född 22 januari 1969 i Fleet i Hampshire, är en brittisk skådespelerska.

## Rollista i urval
- 2000 – Thin Ice (TV-film)
- 2001–2002 – Teachers (TV-serie)
- 2004 – The Worst Week of My Life (TV-serie)
- 2006–2011 – Fritt fall (TV-serie)
- 2011 – Doctor Who (TV-serie)
- 2011 – Land girls (TV-serie)
- 2012 – Morden i Midsomer (TV-serie)
- 2013–2015 – Downton Abbey (TV-serie)
- 2014 – Jonathan Creek (TV-serie)
- 2017 – Tyst vittne (TV-serie)
- 2019 – Official Secrets
- 2019 – Downton Abbey
- 2022 – Downton Abbey: En ny era